# Tautendorf (Gemeinde Atzenbrugg)
Tautendorf ist eine Ortschaft und eine Katastralgemeinde der Marktgemeinde Atzenbrugg, Niederösterreich.

## Geografie
Das kleine Haufendorf befindet sich 5 Kilometer westlich von Atzenbrugg an der Kreuzung der Landesstraßen L2016 mit der L2221/L2199 und besteht aus mehreren landwirtschaftlichen Anwesen.

## Geschichte
Laut Adressbuch von Österreich waren im Jahr 1938 in Tautendorf ein Gastwirt, eine Mühle und mehrere Landwirte ansässig.